# Cécile Bähler
Cécile Bähler, née le 20 mai 1981 à Aarberg, est une animatrice suisse de télévision.

## Biographie
Elle grandit dans le Seeland. À l'âge de 17 ans, elle participe à l'édition suisse du Elite Model Look puis apparaît comme animatrice sur la chaîne musicale VIVA. À l'automne 2005, elle arrive à Schweizer Fernsehen et présente la météo sur SRF Meteo jusqu'en juillet 2011.
Elle est porte-parole du vote de la Suisse au Concours Eurovision de la chanson en 2005, 2008, 2009 et 2011.
Elle est mère de deux enfants,.